# Psychtoolbox
Psychtoolboxは、MATLAB・GNU Octave用のToolbox(拡張パッケージ)のひとつで、Mac OS XとWindowsで動作する。David Brainard, Denis Pelli, Mario Kleiner, Allen Inglingによって作られた。
2017年8月現在における最新版は3.0.14であり，MATLAB R2012a・GNU Octave4.2以降（Linux上では3.8以降）での使用が推奨されている．

## 用途
神経科学、心理物理学、知覚心理学や認知心理学の実験を構築するのに用いられる。これらの実験に必要な関数はほぼ揃っており、また十分な精度の実験を他の開発環境にくらべ容易に作成できるとされる。プログラミング経験者であれば、数週間でMATLABとPsychtoolboxの学習、そして目的の実験プログラムを作成できるといわれている。

## バージョンの変遷

### Psychtoolbox-3.0.7
2006年10月に最終更新．

### Psychtoolbox-3.0.8-PreTiger
2009年2月に最終更新．MacOS・Linux版GNU Octave3.2.0をサポートする最後のバージョン．

### Psychtoolbox-3.0.8-PreMatlab6.5
2010年後半に最終更新．MATLABv6.5(R13)をサポートする最後のバージョン．

### Psychtoolbox-3.0.8
2011年4月に最終更新．ライセンス条項の更新が行われた．

### Psychtoolbox-3.0.9
2012年5月に最終更新．MATLABv7.4(R2007a)以前のバージョンをサポートする最後のバージョン．

### Psychtoolbox-3.0.10
2013年7月に最終更新．OSX版32bitMATLABをサポートする最後のバージョン．

### Psychtoolbox-3.0.11
2014年9月に最終更新．Windows・Linux版32bitMATLABをサポートする最後のバージョン．

### Psychtoolbox-3.0.12
2016年6月に最終更新．このバージョン以降はMATLAB(R2012a)以降での使用が推奨され，それ以前のバージョンでは動作保証がされない．

### Psychtoolbox-3.0.13
2016年12月に最終更新．64bit版Octave-4.0をサポートする最後のバージョン．

## 注意点
ヘルプは充実しているもののすべて英語で、公式な日本語マニュアルは存在せず、Windowsでは対応していない機能がいくつかある(Screen('Dialog')など)。また関数の1つであるKbCheckはJIS配列のキーボードには対応していないため、刺激を提示して反応をとるといった実験を行うときには英字キーボード用のドライバをインストールする必要がある。